# Norbert Kneißl
Norbert Kneißl (* 21. August 1974 in Ingolstadt; † 17. Dezember 2021 in Beckum) war ein deutscher Filmproduzent und Drehbuchautor.

## Leben
Kneißl wuchs in Beckum auf. Er bekleidete 1997 eine Stelle als Trainee bei Gerd Nefzers Unternehmen Nefzers Spezialeffekte im Studio Babelsberg. Die Filmproduktionsleitung übernahm Kneißl erstmals für den Fernsehfilm Der Rattenkönig aus dem Jahr 2002. In Hamburg machte er seinen Bachelor in Marketing und Kommunikation. Anschließend verschlug es ihn erneut ins Studio Babelsberg, wo er an den 2004 veröffentlichten Filmproduktionen In 80 Tagen um die Welt und Die Bourne Verschwörung im Bereich der Spezialeffekte mitwirkte. Bei Mission: Impossible III aus dem Jahr 2006 zeichnete Kneißl für die Abteilung Ausstattung verantwortlich. Nachdem er für den Film Merry Christmas die deutsche Produktionsleitung übernommen hatte, gründete er 2003 zusammen mit Ken Duken und Bernd Katzmarczyk die Produktionsfirma Grand Hôtel Pictures. Für Das Haus der schlafenden Schönen übernahm Kneißl letztmals die Rolle des Produktionsleiters. Fortan trat er als Filmproduzent in Erscheinung, zunächst noch bei Eichmann als Executive Producer und bei dem Kurzfilm Appassionata als Line Producer. Für Distanz war er erstmalig als Filmproduzent tätig und wurde für seine Arbeit beim Oldenburg Film Festival sowie dem Lone Star Film Festival ausgezeichnet. In dieser Tätigkeit war er nachfolgend auch bei den Produktionen One Last Game sowie dem weltweit aufgeführten und ausgezeichneten Film True Love Ways beteiligt. Neben weiteren Kurzfilmen produzierte Kneißl das Musikvideo zu Tim Bendzkos Titel Programmiert. Zu seinen letzten Werken als Filmproduzent zählen Berlin Falling sowie die Fernsehserie Barrys Barbershop. Kurz vor dem Drehstart zu dem Film Early Birds, für den er auch am Drehbuch mitwirkte, verstarb Kneißl.
Kneißl wurde in Berlin-Schönefeld beigesetzt.

## Filmografie
- 2009: Distanz
- 2011: One Last Game
- 2014: True Love Ways
- 2017: Berlin Falling
- 2021–2022: Barrys Barbershop (Fernsehserie, 10 Folgen)
- 2023: Early Birds

## Auszeichnungen
- 2009: Oldenburg Film Festival – Distanz – German Independence Award: Best German Film
- 2009: Lone Star Film Festival – Distanz – Best International Feature Film Award